# Norrhära djupet
Norrhära djupet är en fjärd i Finland. Den ligger i Korpo i landskapet Egentliga Finland, i den sydvästra delen av landet, 210 km väster om huvudstaden Helsingfors.
Norrhära djupet avgränsas av Pattonskärs kobbarna i norr, Klovakläppen i öster, Getkläppen i sydöst, Lekströmmingskobben i söder och Norrhära i väster. Den ansluter till Kökarfjärden i sydöst och Söderhära djupet i sydväst.